# Orquesta de Cámara de la Universidad Católica de La Santísima Concepción
La Orquesta de Cámara de la Universidad Católica de la Santísima Concepción fue creada el 2 de mayo de 2008 en la ciudad de Concepción en Chile, por iniciativa de Gloria Varela Bentancourt, la Directora de Extensión Cultural y Artística de la Universidad Católica de la Santísima Concepción. La conforman más de 20 músicos repartidos en filas de cuerdas. Es una orquesta de cuerdas que aborda diferentes repertorios que van desde el barroco temprano, el clasicismo y el romanticismo. 
Su director fundador, Marco Flores Bravo, es profesor de música, director de orquesta y coros, compositor y magíster en pedagogía teatral. Fue discípulo del maestro Eduardo Moubarak en la Universidad de Chile, y alumno en cursos internacionales con maestros como el argentino Guillermo Scarabino, el estadounidense Emily Freemann-Brown, el alemán Hans-Peter Schurz y el chileno Alejandro Reyes. En 2003 recibió una beca de perfeccionamiento otorgada por la Fundación de Orquestas Infantiles y Juveniles de Chile en Dirección orquestal con el maestro Alejandro Reyes.
- Datos: Q6053473